# دائرة المراهنة
دائرة المراهنة( بالفرنسية:Daïra de Merahna) هي دائرة تقع في شرق ولاية سوق أهراس بالجزائر. مركزها مدينة المراهنة.  ، تعرف بكونها منطقة زراعية وتنتشر فيها الفلاحة، وترقيمها الهاتفي هو (037).

## رياضة
- إتحاد المراهنة، نادي رياضي لكرة القدم تأسس سنة 1984